# 國民議會 (法國大革命)
國民議會（英語：National Assembly），是1789年6月17日～1791年9月29日間運作，為法國大革命時期由1789年法國三級會議的第三等級代表（老百姓）組成的革命性的集會；以後它被稱為國民制憲議會，一直1791年9月30日被國民立法議會取替，然而，群眾性較簡略的形式被保留下來。

## 背景

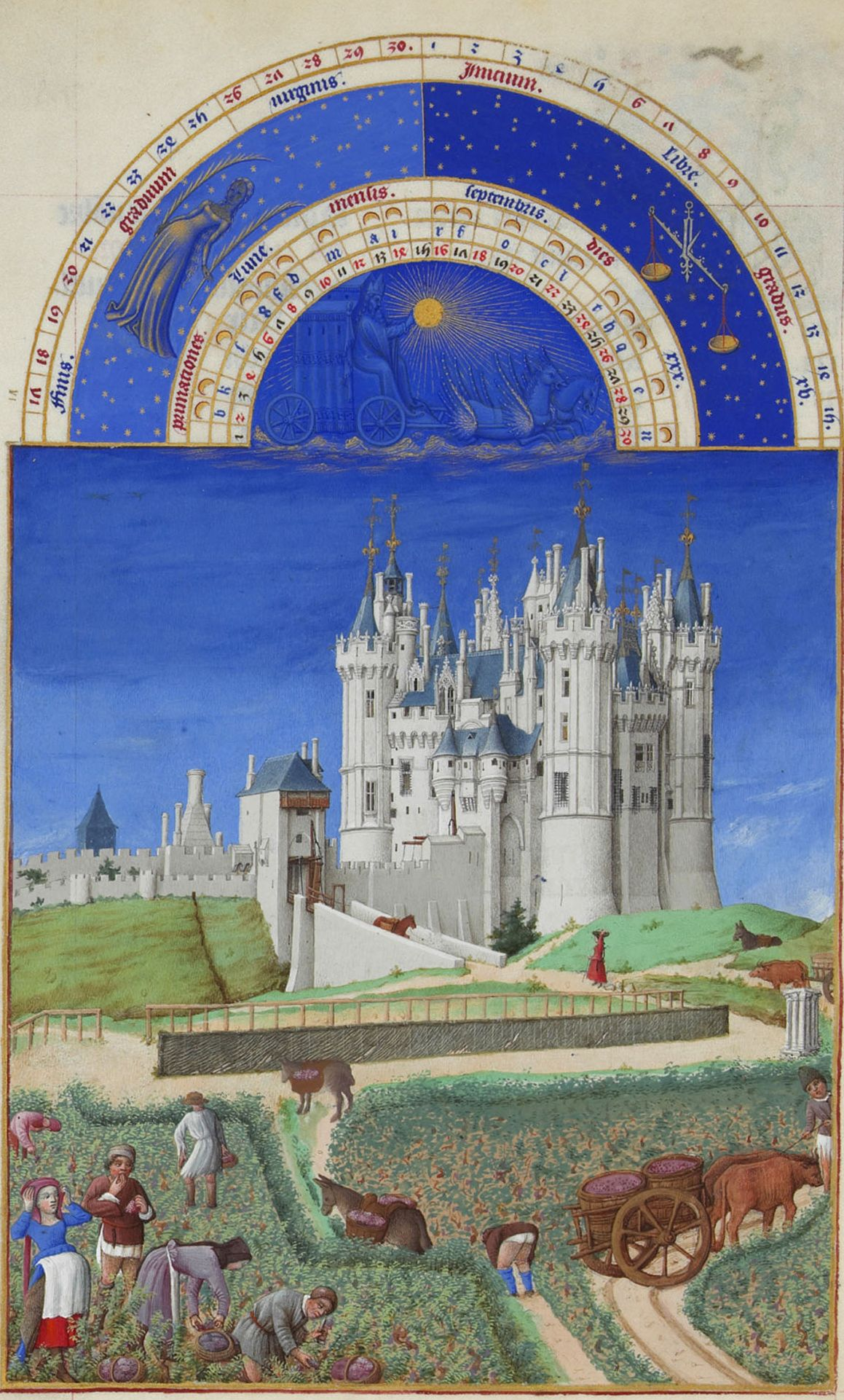
中世紀表達封建社會三個領域的圖示，最上端是自然領域由聖職(the clergy)統領、在其下人世領域由國王及貴族(the nobility)統領、人世間的庶民(commoners)領域是被統治的勞動階級，構成封建社會運作階層

1789年5月5日已經一直呼籲要求召開1789年法國三級會議，以應對法蘭西的金融危機，但很快地就陷入對它的自身結構的爭論。代表它們各自領域等級的成員已經被選出：第一級是聖職人員，第二級是貴族）和理論上第三級的平民，但在實際的運作中都是由資產階級作為所有平民的代表。第三級已被授予“雙倍的代表”，也就是說比其他的等級代表人數多一倍。但在1789年5月5日開幕式上，他們被告知，所有的投票將是“加權數”不是“按人頭數”，也就是說第一級及第二級各有二票，第三級僅有一票，因此他們的雙倍的代表人數所代表的“權力”是毫無意義的。他們拒絕這種安排並著手單獨集會。
三個等級間的穿梭外交一直持續到5月27日都沒有結果；5月28日，第三級的代表就開始他們自己的集會，1789年6月10日，作為第三等級代表的天主教會神父約瑟夫·西哀士先前發表的“第三等级是什么？”的小冊子鼓舞了第三級的代表成立“公社”（Communes），開始自稱為國民議會。6月13日，這群體獨立於其他的第一及第二級的代表，進行他們的“權力驗證”，邀請其他兩個等級代表參與，但不會等待他們，逐漸有一些貴族和絕大多數的神職人員和其他的代表，如農民加入他們，由6月13日至6月17日完成了“權力驗證”程序。聲稱他們以代表人數做為投票的依據，是人民的代表，不再是領域等級的代表，這個聲明改變了1789年法國三級會議根本的性質。

## 大會召開
這個新創建的議會本身立即依附於資本家——國債所需要資金的信貸來源——和普通百姓。他們整頓了公共債務，並宣布現行所有的稅賦是被非法強加的，但，僅是在議會繼續開會的清況下，暫時的認可了這些相同的稅負。這恢復了資本家的信心，議會會期的維持與他們的利益有著重大關聯。至於老百姓，議會設立生活委員會，來處理食物短缺問題。

## 國王的抗拒
雅克·內克爾，路易十六的財政部長，早些時候曾建議國王召開“皇室會議”(Séance Royale)，企圖調和分裂的等級。國王同意；但這三個等級都沒有被正式通知決定召開「皇室會議」。所有的討論都被暫時擱置，直到「皇室會議」的召開。
第一及第二等級利益的糾葛，使事件的發展很快就壓倒了雅克·內克爾研擬的複雜方案，屈服于“公社”（Communes）某些方面的堅持。國王路易十六對雅克·內克爾的建議不再採納，在皇室內庭樞密院的影響下，意圖將解決方案移轉到三級會議，撤銷前令，命令分離各等級，並強制改革恢復舊制度三級領域會議的效力。6月19日，他下令關閉國家展廳，這是國民議會集會的大廳，而且他留在馬爾利城堡幾天，準備他的演講稿。
1789年6月20日天雨，不能入內的代表們在議會主席讓·西爾萬·巴伊帶領下轉往室內網球場集會，發表影響深遠的網球場宣言，宣稱國民會議會不會解散直到法蘭西憲法的建立。

## 對抗與承認
兩天後，網球場的使用權被剝奪，國民議會在聖路易教堂集會，在那裡絕大多數神職人員代表加入他們：努力恢復舊等級制度只是更加速了事件的發展。6月23日，按照他的計劃，國王終於對所有三個領域等級的代表發表演講，他得到死靜沉默的回應。最後，他命令所有代表解散。聖職和貴族代表遵守；第三級人民代表依然沉默的坐著，終於米拉波打破沉默，他的簡短講話達到高潮，“一支軍隊包圍了議會！國家的敵人在哪裡？我們的大門是否就如同喀提林的陰謀呢？（公元63年喀提林意圖刺殺執政官西塞羅，被發現後依然參加議會辯解）我的要求，以你自己的尊嚴，你的立法權，將你自己依附於你的宗教誓言內。這些都不允許你解散議會，直到你建立了憲法。”代表們的立場很堅定。
那天，內克爾在皇室宴會缺席是很顯眼，他於1788年被召回獲得國民議會的青睞，他發現自己失寵於國王路易十六。那些在聖路易斯教堂加入的神職代表也留在國民議會；四十七名貴族代表，包括奧爾良公爵，很快也加入他們。法蘭西軍隊開始由各地大量抵達巴黎和凡爾賽宮。6月27日，雖然軍隊反政變的可能性甚囂塵上，皇家黨已公開的讓步。
6月23日的“皇室會議”(Séance Royale)，國王認可“恩准憲章”(Charte octroyée)是確實的，但傳統的局限，分開審議的權利依然由三個階級單獨行使，這憲法形成虛經三個議院的討論。這樣的安排導致失敗；很快地那些觀望的貴族代表，應國王的要求加入了國民議會。領域三等級會議已不復存在，已成為國民議會。1789年7月9日以後，國民議會正式改名為國民制憲議會，然而這單一的機構是包括先前相同的代表，分別由不同的等級選出來的，完全實現了當初第三等級堅持以“代表人數做為投票依據”的主張。

## 重新組建
支持的訊息從巴黎和其他法蘭西各城市湧入國民議會。1789年7月9日，國民議會，自身再重新組建成為國民制憲議會，正式向國王請願以禮貌但堅定的措詞，要求撤除軍隊，包括比法蘭西軍隊更服從國王的外國軍團，但國王路易十六宣稱只有他才能夠在緊急時下判斷使用部隊，並向他們保證軍隊的部署作為一項嚴格的預防措施。國王路易“建議”國民制憲議會遷往法蘭西東北部瓦茲省的努瓦永或埃納省的蘇瓦松：這就是說，將它放在兩個部署的軍隊之間，並剝奪了巴黎人民的支援。1789年7月11日，內克爾發表不準確政府的債務並公之於眾，國王開除他，徹底改組財政部。第二天，巴黎人民得知這個消息，在加上相互間的不信任，推測國王路易的目標將對國民制憲議會採取行動，巴黎人民開始公開爆亂。7月14日，暴徒攻擊了儲存大量武器及彈藥，也是象徵着王权的巴士底監獄，經過幾個小時的戰鬥，攻占巴士底獄，開啟了法蘭西的革命。

## 外部連結
- National Assembly (French Revolution)（页面存档备份，存于）
- History of the National Assembly